# ツール・ド・美ヶ原
ツール・ド・美ヶ原は、長野県の美ヶ原で2000年から開催されている自転車ロードレースであり、標高差1,270mという日本有数の難コースを走る。2011年大会の参加定員は2,500人であり、大規模なイベントである。

## 主催者
ツール・ド・美ヶ原高原自転車レース大会実行委員会
（松本市・松本商工会議所・浅間温泉観光協会・財団法人日本サイクリング協会・信越放送株式会社）

## コース
- 浅間温泉～美ヶ原高原
- 全長21.6km、標高差1,270m